# Haas VF-20
Der Haas VF-20 ist der Formel-1-Rennwagen von Haas für die Formel-1-Weltmeisterschaft 2020. Er ist der fünfte Formel-1-Wagen des Teams. Erste Bilder des Wagens wurden am 6. Februar 2020 veröffentlicht, das eigentliche Fahrzeug wurde am 19. Februar 2020 auf dem Circuit de Barcelona-Catalunya präsentiert.
Die Bezeichnung des Wagens ist eine Anspielung auf die VF-1, die erste CNC-Maschine, die Haas Automation produzierte. Obwohl das V dabei für vertical steht, wurde der Name der Maschine firmenintern als Abkürzung für Very First One (deutsch: Allererste) verwendet.

## Technik und Entwicklung
Wie alle Formel-1-Fahrzeuge des Jahres 2020 ist der VF-20 ein hinterradangetriebener Monoposto mit einem Monocoque aus kohlenstofffaserverstärktem Kunststoff (CFK). Außer dem Monocoque bestehen auch viele weitere Teile des Fahrzeugs, darunter die Karosserieteile und das Lenkrad aus CFK. Auch die Bremsscheiben sind aus einem mit Kohlenstofffasern verstärkten Verbundwerkstoff. 
Der VF-20 ist das Nachfolgemodell des VF-19. Da das technische Reglement zur Saison 2020 weitgehend stabil blieb, ist das Fahrzeug größtenteils eine Weiterentwicklung.
Angetrieben wird der VF-20 von einem 1,6-Liter-V6-Motor von Ferrari in der Fahrzeugmitte mit Turbolader sowie einem 120 kW starken Elektromotor; es ist also ein Hybridelektrokraftfahrzeug. Das sequentielle Getriebe des Wagens hat acht Gänge. Der Gangwechsel wird über Schaltwippen am Lenkrad ausgelöst. Das Fahrzeug hat nur zwei Pedale, ein Gaspedal (rechts) und ein Bremspedal (links). Genau wie viele andere Funktionen wird die Kupplung, die nur beim Anfahren aus dem Stand gebraucht wird, über einen Hebel am Lenkrad bedient.
Die Gesamtbreite des Fahrzeugs beträgt 2000 mm, die Breite zwischen Vorder- und Hinterachse 1600 mm, die Höhe 950 mm. Der Frontflügel hat eine Breite von 2000 mm, der Heckflügel von 1050 mm sowie eine Höhe von 820 mm. Der Diffusor ist 175 mm hoch und 1050 mm breit. Der Wagen ist mit 305 mm breiten Vorderreifen und mit 405 mm breiten Hinterreifen des Einheitslieferanten Pirelli ausgestattet, die auf 13-Zoll-Rädern montiert sind.
Der VF-20 hat, wie alle Formel-1-Fahrzeuge seit 2011, ein Drag Reduction System (DRS), das durch Flachstellen eines Teils des Heckflügels den Luftwiderstand des Fahrzeugs auf den Geraden verringert, wenn es eingesetzt werden darf. Auch das DRS wird mit einem Schalter am Lenkrad des Wagens aktiviert.
Der VF-20 ist mit dem Halo-System ausgestattet, das einen zusätzlichen Schutz für den Kopf des Fahrers bietet.

## Lackierung und Sponsoring
Der VF-20 ist in Schwarz, Weiß und Rot Lackiert.
Es werben Bestseller (mit der Marke Jack&Jones), Haas Automation – das Unternehmen des Teambesitzers Gene Haas –, Peak AntiFreeze, Pirelli, der Uhrenhersteller Richard Mille und der Windkanalbetreiber Windshear auf dem Fahrzeug.

## Fahrer
Haas trat in der Saison 2020 erneut mit der Fahrerpaarung Romain Grosjean und Kevin Magnussen an.
Den letzten beiden Rennen in Sachir und Abu Dhabi trat Pietro Fittipaldi als Ersatz für Grosjean an, der nach einem Unfall beim Großen Preis von Bahrain verletzt ausfiel.

## Ergebnisse
| Fahrer                          | Nr.                             | 1   | 2  | 3  | 4   | 5   | 6  | 7  | 8   | 9   | 10 | 11 | 12 | 13  | 14  | 15  | 16  | 17  | Punkte | Rang |
| ------------------------------- | ------------------------------- | --- | -- | -- | --- | --- | -- | -- | --- | --- | -- | -- | -- | --- | --- | --- | --- | --- | ------ | ---- |
| Formel-1-Weltmeisterschaft 2020 | Formel-1-Weltmeisterschaft 2020 |     |    |    |     |     |    |    |     |     |    |    |    |     |     |     |     |     | 3      | 9.   |
| R. Grosjean                     | 08                              | DNF | 13 | 16 | 16  | 16  | 19 | 15 | 12  | 12  | 17 | 9  | 17 | 14  | DNF | DNF | INJ | INJ | 3      | 9.   |
| K. Magnussen                    | 20                              | DNF | 12 | 10 | DNF | DNF | 15 | 17 | DNF | DNF | 12 | 13 | 16 | DNF | 17* | 17  | 15  | 18  | 3      | 9.   |
| P. Fittipaldi                   | 51                              |     |    |    |     |     |    |    |     |     |    |    |    |     |     |     | 17  | 19  | 3      | 9.   |

| Legende  | Legende            | Legende                                                          |
| Farbe    | Abkürzung          | Bedeutung                                                        |
| -------- | ------------------ | ---------------------------------------------------------------- |
| Gold     | –                  | Sieg                                                             |
| Silber   | –                  | 2. Platz                                                         |
| Bronze   | –                  | 3. Platz                                                         |
| Grün     | –                  | Platzierung in den Punkten                                       |
| Blau     | –                  | Klassifiziert außerhalb der Punkteränge                          |
| Violett  | DNF                | Rennen nicht beendet (did not finish)                            |
| Violett  | NC                 | nicht klassifiziert (not classified)                             |
| Rot      | DNQ                | nicht qualifiziert (did not qualify)                             |
| Rot      | DNPQ               | in Vorqualifikation gescheitert (did not pre-qualify)            |
| Schwarz  | DSQ                | disqualifiziert (disqualified)                                   |
| Weiß     | DNS                | nicht am Start (did not start)                                   |
| Weiß     | WD                 | zurückgezogen (withdrawn)                                        |
| Hellblau | PO                 | nur am Training teilgenommen (practiced only)                    |
| Hellblau | TD                 | Freitags-Testfahrer (test driver)                                |
| ohne     | DNP                | nicht am Training teilgenommen (did not practice)                |
| ohne     | INJ                | verletzt oder krank (injured)                                    |
| ohne     | EX                 | ausgeschlossen (excluded)                                        |
| ohne     | DNA                | nicht erschienen (did not arrive)                                |
| ohne     | C                  | Rennen abgesagt (cancelled)                                      |
| ohne     | keine WM-Teilnahme |                                                                  |
| sonstige | P/fett             | Pole-Position                                                    |
| sonstige | 1/2/3/4/5/6/7/8    | Punktplatzierung im Sprint-/Qualifikationsrennen                 |
| sonstige | SR/kursiv          | Schnellste Rennrunde                                             |
| sonstige | *                  | nicht im Ziel, aufgrund der zurückgelegten Distanz aber gewertet |
| sonstige | ()                 | Streichresultate                                                 |
| sonstige | unterstrichen      | Führender in der Gesamtwertung                                   |